# 來自邊緣的明信片
《來自邊緣的明信片》（Postcards from the Edge）是一部美國喜劇劇情電影，由麥克·尼可斯執導，梅莉·史翠普、莎莉·麥克琳及丹尼斯·奎德主演。此片改編自嘉莉·費雪的同名半自傳小說，劇本由費雪親自執筆，描述一名女演員從毒品康復中心出來後，怎樣重拾人生的故事。

## 演員表
- 梅莉·史翠普 飾 Suzanne Vale
- 莎莉·麥克琳 飾 Doris Mann
- 丹尼斯·奎德 飾 Jack Faulkner
- 金·哈克曼 飾 Lowell Kolchek
- 李察·德雷福斯 飾 Frankenthal醫生
- 羅伯·雷納 飾 Joe Pierce
- Mary Wickes 飾 Grandma
- 干納·貝恩 飾 Grandpa
- 安妮特·班寧 飾 Evelyn Ames
- 西蒙·卡洛 飾 Simon Asquith
- Gary Morton 飾 Marty Wiener
- C. C. H. Pounder 飾 Julie Marsden
- Robin Bartlett 飾 Aretha
- Barbara Garrick 飾 Carol
- Anthony Heald 飾 George Lazan
- Dana Ivey 飾 Wardrobe Mistress
- 奥利弗·普莱特 飾 Neil Bleene

Jerry Orbach曾拍攝了一個鏡頭，飾演Suzanne的爸爸，但最後被刪。